# إد برايس
إد برايس (بالإنجليزية: Ed Price)‏ هو سياسي أمريكي، ولد في 1918 في جاكسونفيل في الولايات المتحدة، وتوفي في 1 ديسمبر 2012 في برادنتون في الولايات المتحدة. حزبياً، نشط في الحزب الديمقراطي. وقد انتخب عضو مجلس ولاية فلوريدا.